# Municipio de Norwalk (Iowa)
El municipio de Norwalk (en inglés: Norwalk Township) es un municipio ubicado en el condado de Pottawattamie en el estado estadounidense de Iowa. En el año 2010 tenía una población de 1525 habitantes y una densidad poblacional de 16,54 personas por km².

## Geografía
El municipio de Norwalk se encuentra ubicado en las coordenadas 41°22′26″N 95°40′17″O / 41.37389, -95.67139. Según la Oficina del Censo de los Estados Unidos, el municipio tiene una superficie total de 92.22 km², de la cual 91,92 km² corresponden a tierra firme y (0,33 %) 0,31 km² es agua.

## Demografía
Según el censo de 2010, había 1525 personas residiendo en el municipio de Norwalk. La densidad de población era de 16,54 hab./km². De los 1525 habitantes, el municipio de Norwalk estaba compuesto por el 97,31 % blancos, el 0,52 % eran afroamericanos, el 0,39 % eran amerindios, el 0,46 % eran asiáticos, el 0,46 % eran de otras razas y el 0,85 % eran de una mezcla de razas. Del total de la población el 1,64 % eran hispanos o latinos de cualquier raza.